# Adrian Abela
Adrian Robert Abela (8 de mayo de 1995) es un deportista australiano que compite en taekwondo. Ganó dos medallas de plata en el Campeonato de Oceanía de Taekwondo en los años 2016 y 2018.

## Palmarés internacional
| Campeonato de Oceanía | Campeonato de Oceanía | Campeonato de Oceanía | Campeonato de Oceanía |
| Año                   | Lugar                 | Medalla               | Categoría             |
| --------------------- | --------------------- | --------------------- | --------------------- |
| 2016                  | Suva (Fiyi)           | Medalla de plata      | –58 kg                |
| 2018                  | Mahina (Francia)      | Medalla de plata      | –58 kg                |